# يو إف سي 146
يو إف سي 146: دوس سانتوس ضد مير (بالإنجليزية: UFC 146: dos Santos vs. Mir)‏ هو حدث لفنون القتال المختلطة نظمته يو إف سي، أُقيم في 26 مايو 2012، على إم جي إم جراند جاردن أرينا في لاس فيغاس، نيفادا، الولايات المتحدة.